# Jelena Szumkina
Jelena Szumkina (ros. Елена Шумкина, ukr. Олена Шумкіна; ur. 24 stycznia 1988) – reprezentująca Ukrainę rosyjska lekkoatletka, chodziarka.
Od 29 grudnia 2009 jest obywatelką Ukrainy, od 1 stycznia 2011 może reprezentować ten kraj w międzynarodowych zawodach.
Jej mąż – Ołeksij Kazanin także jest chodziarzem.

## Osiągnięcia
- srebrny medal mistrzostw Europy juniorów (chód na 10 km, Hengelo 2007)
- złoto młodzieżowych mistrzostw Europy (chód na 20 km, Kowno 2009)
- 50. miejsce podczas igrzysk olimpijskich (chód na 20 km, Londyn 2012)
- 19. miejsce na mistrzostwach świata (chód na 20 km, Moskwa 2013)
- złota medalistka mistrzostw Ukrainy

## Rekordy życiowe
- chód na 20 kilometrów – 1:25:32 (2009)
- chód na 5000 metrów (hala) – 21:51,51 (2011) były rekord Ukrainy